# 北方邦
北方邦（羅馬化：Uttar Pradesh），印度北部的邦，有2.41亿人口，是印度人口最多的邦，亦是世界人口最多的一級行政區，首府为勒克瑙。和尼泊爾接壤，毗鄰國內的北阿坎德邦、喜马偕尔邦、哈里亚纳邦、德里国家首都辖区、拉贾斯坦邦、中央邦以及比哈尔邦。北方邦面積243,286平方公里，佔印度的7.34%，面積上是印度第四大邦，分為18個分區和75個縣。印地語和烏爾都語是北方邦最廣泛使用的語言，也是官方語言。
北方邦成立於1937年4月1日，當時是英治期間的阿格拉和烏德聯合省，並於1950年更名為北方邦。北方邦是印度的农业大邦，该邦的可耕地面积占总面积的82%，净播种面积占可耕地面积的68.5%。历史上，北方邦曾以蔗糖种植业闻名，而如今的经济格局则以服务业为主导，包括旅游业、酒店业、不动产业、保险业、金融咨询业等。北方邦的地区生产总值排名印度第三位。
北方邦是印度历史上多个主要王朝的发源地，包括孔雀王朝、戒日王朝、笈多王朝、波罗王朝、德里蘇丹國、莫卧儿帝国，有着深厚的历史文化积淀。恒河及其支流亚穆纳河在北方邦的普拉亚格拉吉交汇，是为印度教的圣地之一。全邦四分之三的人口为印度教徒，伊斯兰教为第二大教。北方邦有数座印度教圣城，以及负有盛名的历史名城，包括阿格拉、阿里格尔、阿约提亚、巴雷利、戈勒克布爾、坎普尔、拘尸那揭羅、勒克瑙、马图拉、密拉特、普拉亚格拉吉、瓦拉納西、沃林达文。邦内共有三处世界遗产：泰姬陵、阿格拉堡、法泰赫普尔西克里。

## 历史

### 史前时期
自8.5万年前至7.2万年前，早期现代人在今日北方邦定居，以狩猎采集为生，邦内的普拉塔普加尔城一带存有旧石器时代中期至晚期和中石器时代的狩猎采集文明史迹遗存，距今已有2.1万至3.1万年历史。早在公元前6000年，就出现了驯养牛羊的村落，兼有农业生产的迹象，这些村落在之后的公元前4000年到公元前1500年之间逐渐发展，经历了印度河流域文明和吠陀文化，一直延续到铁器时代。

### 远古至古典时代

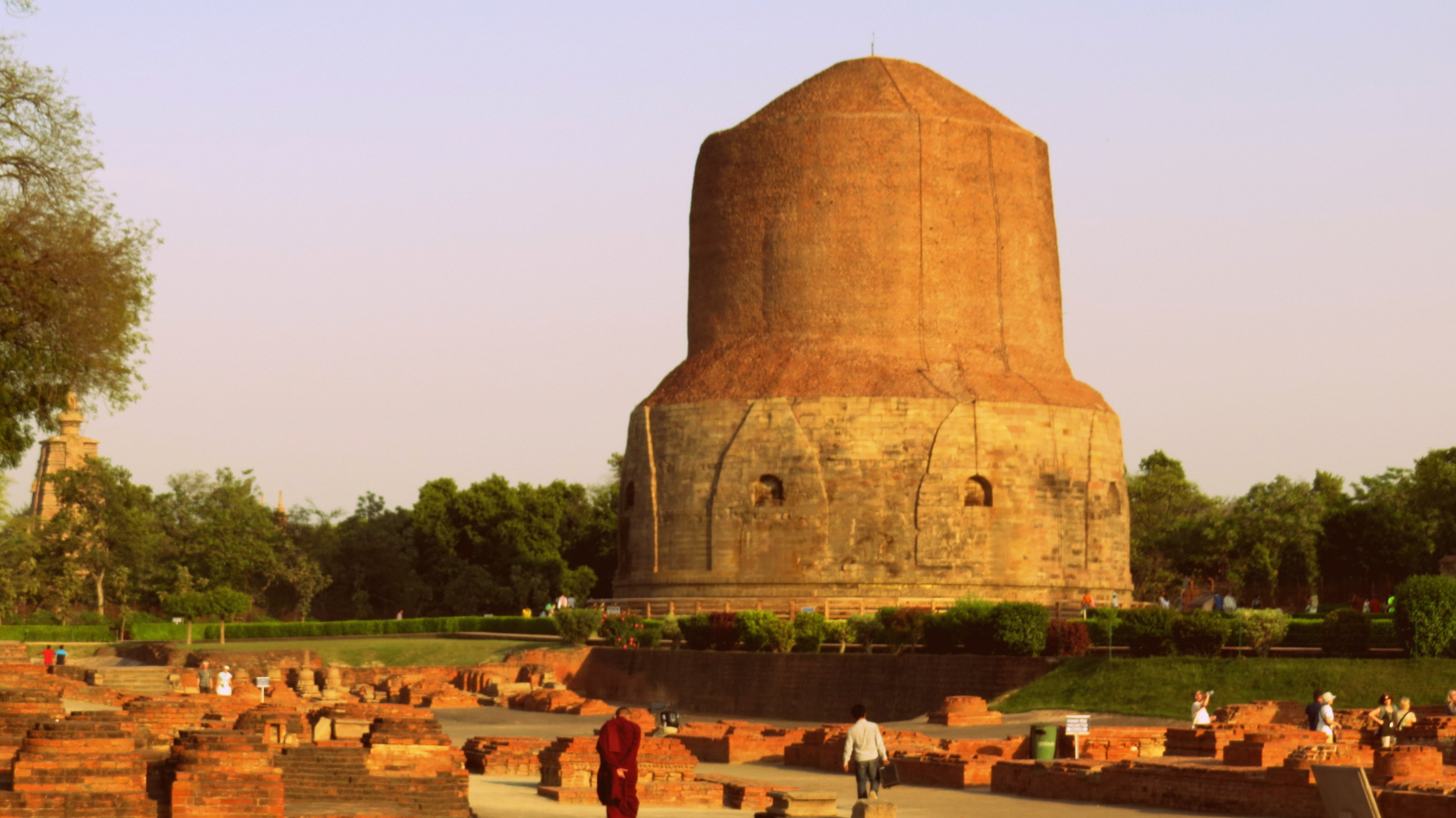
鹿野苑的答枚克佛塔是释迦牟尼初转法轮之地

在印度列国时代的十六大国中，领土完全位于今日北方邦内的就有七国之多。史诗《罗摩衍那》中，拘萨罗国神王罗摩的都城阿约提亚，以及史诗《摩诃婆罗多》的英雄黑天的出生地马图拉，都位于北方邦境内。
在印度历史上，控制恒河平原是各大王朝统治印度的必需之举，如孔雀王朝（前320–前200年）、贵霜帝国（100年–250年）、笈多王朝（350年–600年）、瞿折罗-普腊蒂哈腊王朝（650年–1036年）。6世纪，嚈哒推翻笈多王朝，曲女城（根瑙杰）崛起为恒河平原的重镇，为戒日王朝（590年–647年）都城，其领土北达旁遮普，西至古吉拉特，东及孟加拉，南抵奥迪沙。今日许多社群都自称是曲女城人的后裔。戒日王驾崩后，戒日王朝即告分裂，恒河平原转由瞿折罗-普腊蒂哈腊王朝统治，和孟加拉的波罗王朝形成对抗之势。
北方邦大部地区由德里蘇丹國统治了320年，又可分为庫特布沙希王朝、卡爾吉王朝、圖格魯克王朝、薩義德王朝和洛迪王朝。
德里的首位苏丹庫特布丁·艾伊拜克治下征服了今日北方邦的部分地区，包括密拉特、阿里格尔、埃塔瓦等地。伊勒杜迷失攻克曲女城，并且征服了北方邦的大部领地。巴勒班治下遭遇多次民众起事，但都悉数平息下来。阿拉乌丁·卡尔吉征服了瓦拉納西和普拉亚格拉吉等多地。此外，苏非主义亦在这期间在北方邦生根发芽，诞生如尼扎穆丁·奥利亚、库特布丁·巴赫蒂亚尔·卡基等影响深远的苏非圣人。这一时期亦有许多著名的清真寺和陵墓建筑留存至今，如江布尔的阿塔拉清真寺、法泰赫普尔西克里的贾玛清真寺、图格鲁卡巴德的图格鲁卡巴德城堡等。

### 中世至近世
16世纪，来自中亚费尔干纳盆地的巴布尔率军自开伯尔山口南下，建立莫卧儿帝国，征服了今日的阿富汗、印度大部、巴基斯坦和孟加拉国，今日的北方邦一带充当了帝国的腹地。巴布尔和胡马雍两位皇帝定都在德里，1540年，舍尔沙起兵击败胡马雍，建立苏尔王朝，统治北方邦地区。第二次帕尼帕特战役后，莫卧儿皇帝阿克巴收复北方邦地区，定都在阿格拉和法泰赫普尔西克里。
18世纪起，莫卧儿帝国步入衰落，马拉塔帝国崛起并入侵北方邦地区，原本在该地掌权的罗希拉人遭马拉地人驱逐。1803年至1804年，英国东印度公司和马拉地人爆发第二次英国-马拉地战争，由英国人取胜告终，进而统治北方邦的大部分地区。

### 英治时期
自18世纪下半叶起，英国东印度公司经连年征战，逐渐控制今日的北方邦诸地，连同阿杰梅尔和齋浦爾的部分领地一起，成立西北省管辖，其面积在当时的英属印度领地下并不算大。其首府曾在阿格拉和安拉阿巴德之间两度迁移。
1857年，印度土兵哗变，引起印度民族起义，始于北方邦境内的密拉特。起义最终失败，于是英国人重划省份，以分治起义故地，奥德土邦划入西北省，改为阿格拉和奧德省（通称联合省），德里划出至旁遮普省，阿杰梅尔-马瓦尔地区并入拉杰普塔纳。
1920年，省治由安拉阿巴德迁至勒克瑙，但高等法院仍留在安拉阿巴德。安拉阿巴德如今仍是北方邦的行政重镇，设有多个部门总部。这一时期的北方邦地区仍是印度政治的中心，并且是印度独立运动的温床。这里集结了阿里格尔穆斯林大学、贝那拉斯印度教大学、德奥班德神学院等现代高等院校，拉姆·普拉萨德·比斯米尔、錢德拉·謝卡爾·阿扎德等知名民族主义人物，以及如莫逖拉尔·尼赫鲁、贾瓦哈拉尔·尼赫鲁、马丹·莫汉·马拉维亚、戈温德·巴拉布·潘特等国大党领袖，都活跃在北方邦。1936年4月11日，全印农民协会成立于勒克瑙，选举萨哈贾南德·萨拉斯瓦蒂为首任主席，他长期领导农民反抗扎明达尔地主特权，是印度农民运动的重要领袖。1942年退出印度运动期间，巴利亚镇曾推翻英国当局，建立独立政府。

### 独立后
印度独立后的1950年1月24日，联合省改为北方邦，仍以UP为缩写。有九位总理出身于北方邦，为印度诸邦之首。北方邦也是印度人民院议员席位最多的邦。尽管长期为印度政治重地，但该邦长期存在治理不善的问题，经济相对落后，犯罪和腐败问题严重。该邦屡屡发生种姓暴力和社区暴力罪案。1992年12月，阿约提亚爆发巴布里清真寺拆除事件，引发全国广泛的暴力争端。2000年，北方邦部分地区分置为北阿坎德邦。

## 地理

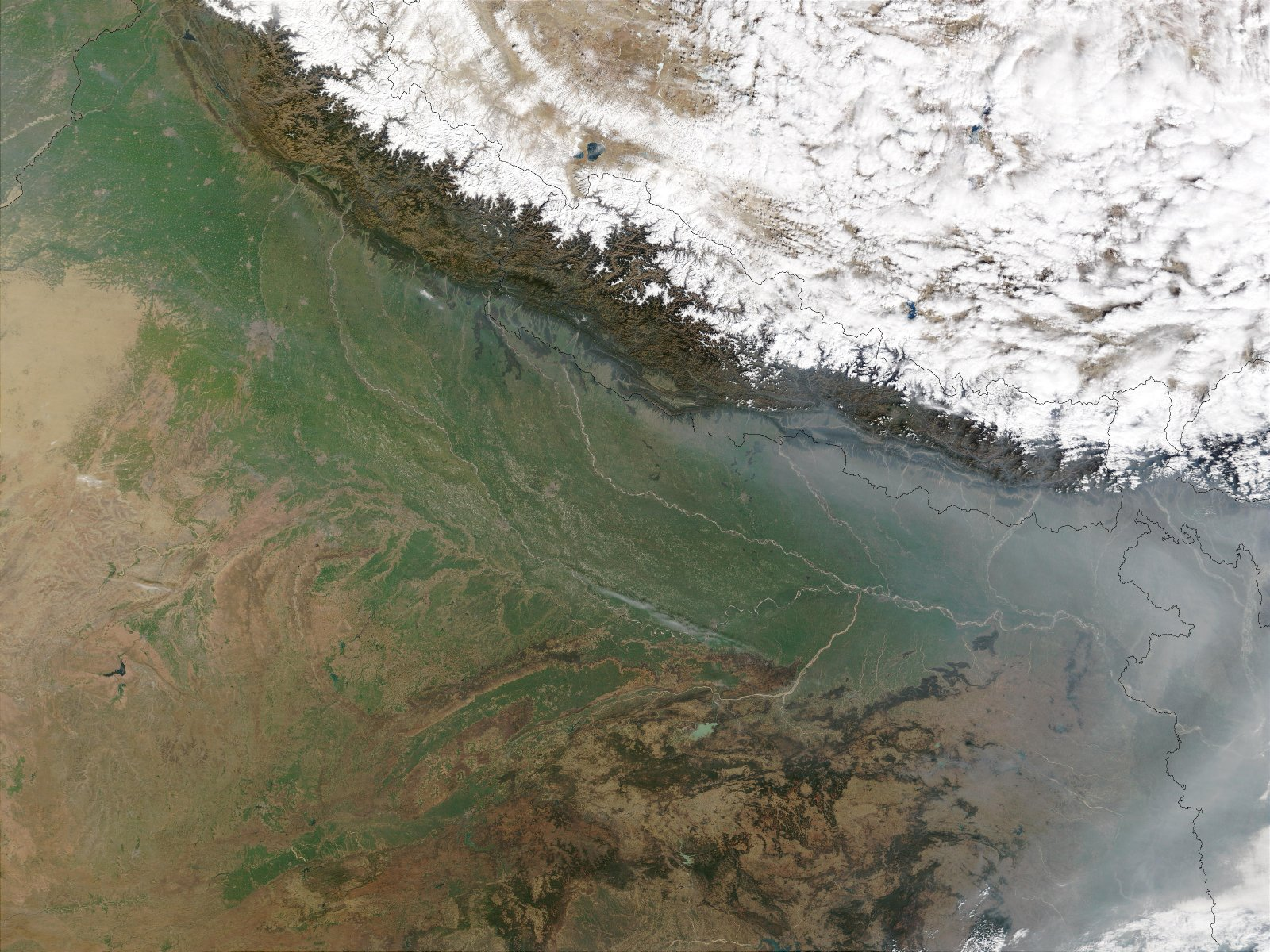
恒河平原

北方邦面积为240,928平方（93,023平方英里），排名印度第四，约等于英国的面积。位于印度北部边界，和尼泊尔接壤，北部边界抵达喜马拉雅山区，绝大部分领土是平原。北部以印度河-恒河平原为主，包括恒河-亚穆纳河间地区、加格拉河平原、恒河平原和特莱平原，南部有温迪亚山脉和高原地带。喜马拉雅山脉南缘的西瓦利克山脈和平原区的石床交界区称为巴伯尔地区，这里森林密布，溪流密集，季风季节就会汇成汹涌的洪流。这里长满高大的象草，森林茂密，其间夹杂着草沼和树沼。
北方邦的耕作活动密集，横跨三个农业气候区，包括中部恒河平原地区（地区四）、上恒河平原地区（地区五）和中部高原丘陵地区（地区八）。河谷土地较为肥沃，因此开垦有大量梯田，但灌溉不足。整个冲积平原分为三个次区域。东部地区有14个县，洪旱灾害频仍，较为缺水，人口密度最高，人均土地最少，而中部和西部地区情况相对好，有着发达的灌溉系统。有多于32条大小河流流经该邦，较知名的有恒河、亞穆納河、薩拉斯瓦蒂河、萨拉尤河、貝特瓦河、加格拉河，这些河流在印度教中都有崇高地位。

### 气候

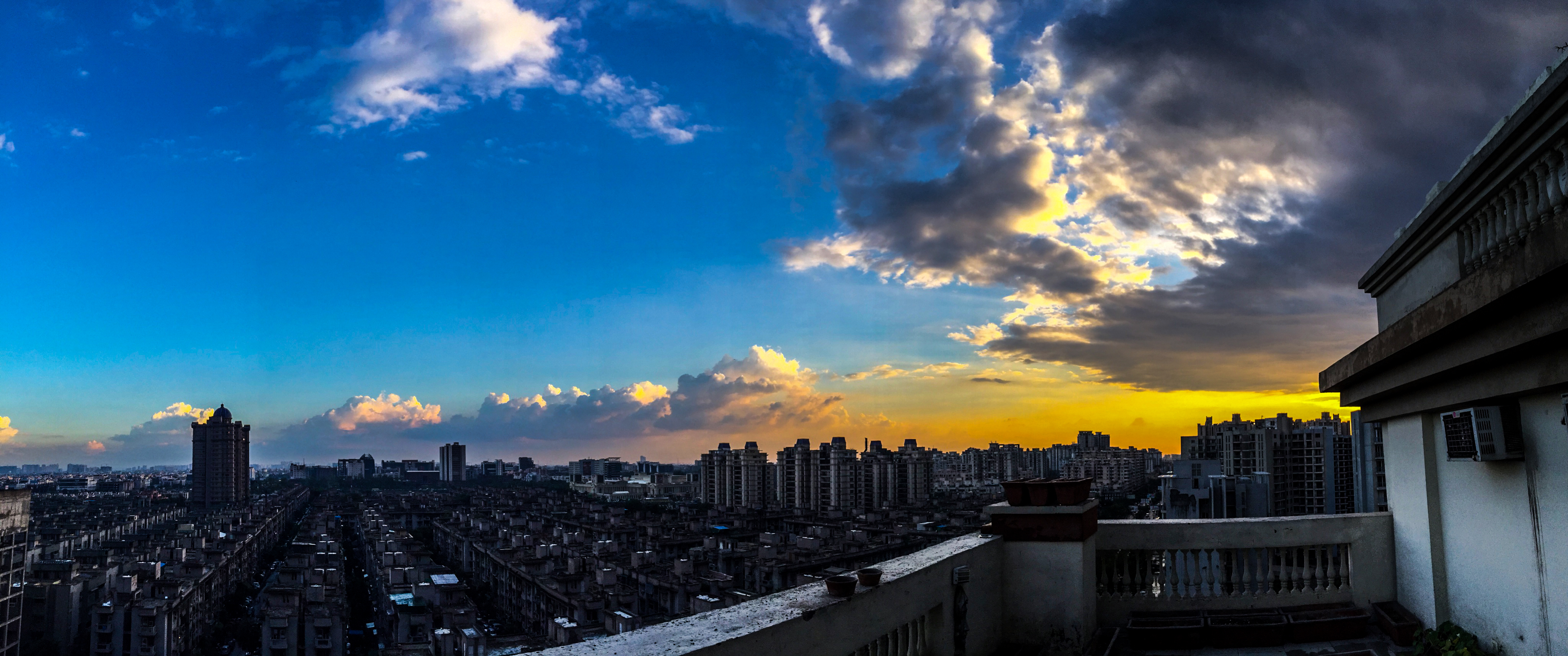
加济阿巴德的季风云

北方邦气候湿润，季节分明，主要属亚热带湿润气候，西部部分地区属半干旱气候。每年三月至五月为夏季，六月至十月为季风季，十一月至次年二月为冬季。夏季气温波动较大，介于0至50°C间，盛行干热强风，又称为卢风。恒河平原地区介于半干旱和半湿润气候，其西南角的年均降水量在650毫米，而东部和东南部相对丰沛，达到1000毫米。降水主要是由季风带来，夏季时是孟加拉湾季风，夏季之后则是西南季风，冬季时的降水主要是西方扰动导致，而这时的东北季风带来的降水占比相对较低。
| 北方邦            | 北方邦      | 北方邦      | 北方邦      | 北方邦      | 北方邦      | 北方邦      | 北方邦      | 北方邦      | 北方邦      | 北方邦      | 北方邦      | 北方邦      | 北方邦      |
| 月份              | 1月         | 2月         | 3月         | 4月         | 5月         | 6月         | 7月         | 8月         | 9月         | 10月        | 11月        | 12月        | 全年        |
| ----------------- | ----------- | ----------- | ----------- | ----------- | ----------- | ----------- | ----------- | ----------- | ----------- | ----------- | ----------- | ----------- | ----------- |
| 平均高温 °C（°F） | 29.9 (85.8) | 31.9 (89.4) | 35.4 (95.7) | 37.7 (99.9) | 36.9 (98.4) | 31.7 (89.1) | 28.4 (83.1) | 27.4 (81.3) | 29.4 (84.9) | 31.4 (88.5) | 30.1 (86.2) | 28.9 (84.0) | 31.6 (88.9) |
| 平均低温 °C（°F） | 11.0 (51.8) | 12.1 (53.8) | 15.8 (60.4) | 19.9 (67.8) | 22.4 (72.3) | 22.9 (73.2) | 22.2 (72.0) | 21.6 (70.9) | 20.8 (69.4) | 18.5 (65.3) | 14.4 (57.9) | 11.5 (52.7) | 17.8 (64.0) |
| 平均降水量 mm（） | 0 (0)       | 3 (0.1)     | 2 (0.1)     | 11 (0.4)    | 40 (1.6)    | 138 (5.4)   | 163 (6.4)   | 129 (5.1)   | 155 (6.1)   | 68 (2.7)    | 28 (1.1)    | 4 (0.2)     | 741 (29.2)  |
| 平均降水天数      | 0.1         | 0.3         | 0.3         | 1.1         | 3.3         | 10.9        | 17.0        | 16.2        | 10.9        | 5.0         | 2.4         | 0.3         | 67.8        |
| 月均日照時數      | 291.4       | 282.8       | 300.7       | 303.0       | 316.2       | 186.0       | 120.9       | 111.6       | 177.0       | 248.44      | 270.0       | 288.3       | 2,896.34    |
| 来源：            |             |             |             |             |             |             |             |             |             |             |             |             |             |

### 生态
北方邦自然资源丰富，2011年统计的森林面积达16,583平方公里，占总面积的6.9%。尽管存在砍伐偷猎行为，北方邦仍保有多样的动植物群，是印度4.2%的各种藻類、6.4%的真菌、6.0%的地衣、2.9%的苔藓植物、3.3%的蕨類植物、8.7%的裸子植物、8.1%的被子植物的栖息地。恒河上游平原生长着落叶林，尤以沿河地区最为茂盛，平原各處都有熱帶乾燥落葉林，由于陽光直射，灌木和草类也很豐富，但不少森林地区都被人类砍伐以便耕种。恒河平原分布有种类广泛的动植物，包括爬行动物、两栖动物、淡水鱼蟹等。干旱的温迪亚地区则分布着阿拉伯金合欢等灌木丛及印度瞪羚。喜马拉雅山脚的草原可供牛群繁衍。北方邦还分布有种类丰富的鸟，常见的有鸠鸽、孔雀、原鸡、黑鶉、家麻雀、鸣禽、冠蓝鸦、鹦鹉、鹑、鹎、瘤鸭、翠鸟、啄木鸟、鵻。其他动物有蜥蜴、眼镜蛇、環蛇、恆河鱷等爬行动物，馬獅魚、鱒魚等鱼类。恒河平原的狮子、恒河豚及特莱平原的犀牛已是濒危物种。

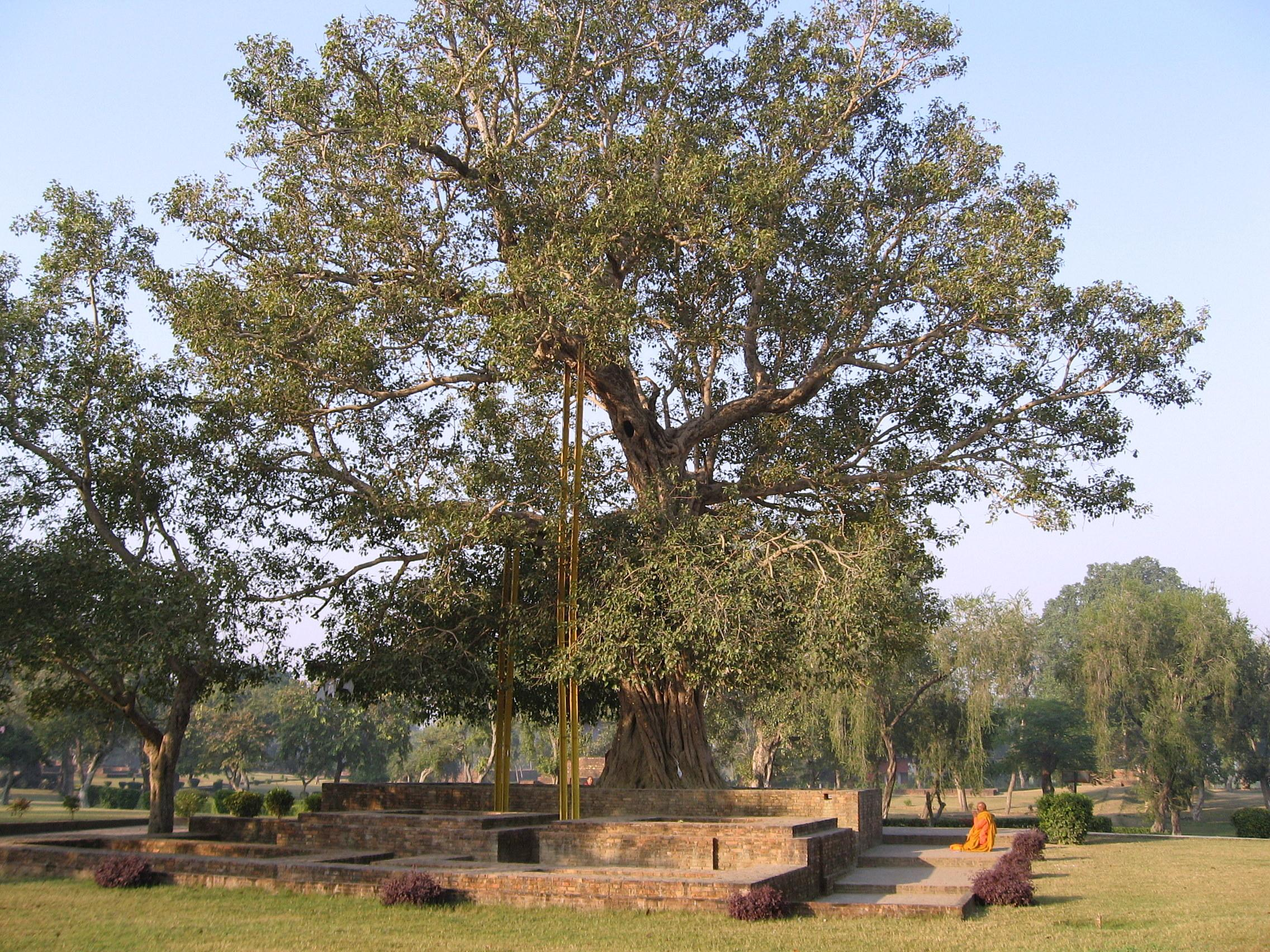
舍衛城的菩提树
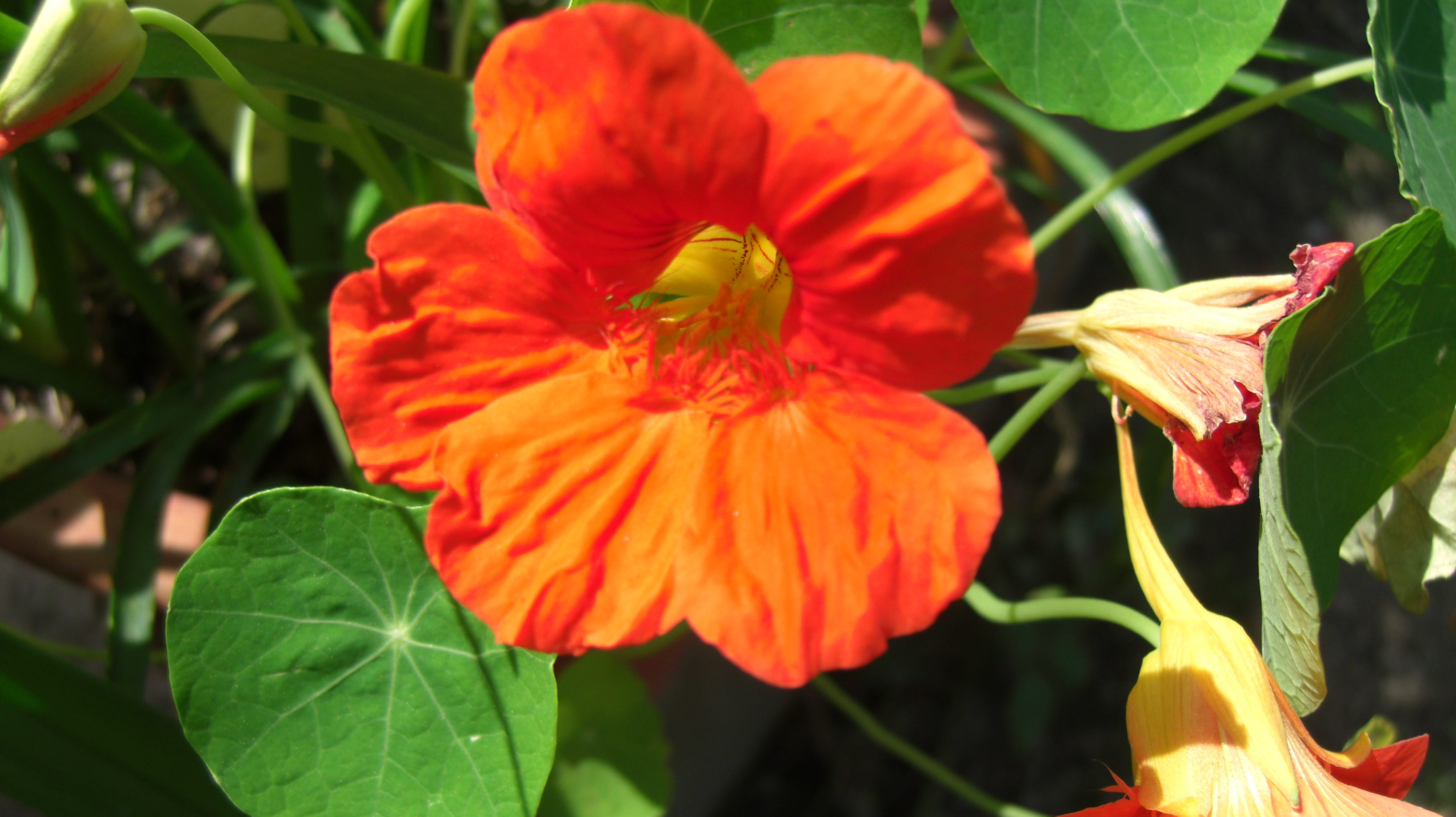
旱金莲，主要分布于赫爾多伊縣
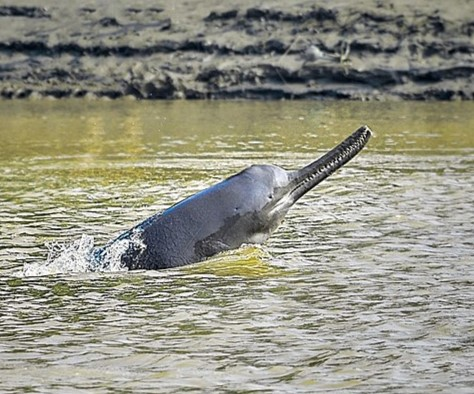
濒危的恆河豚
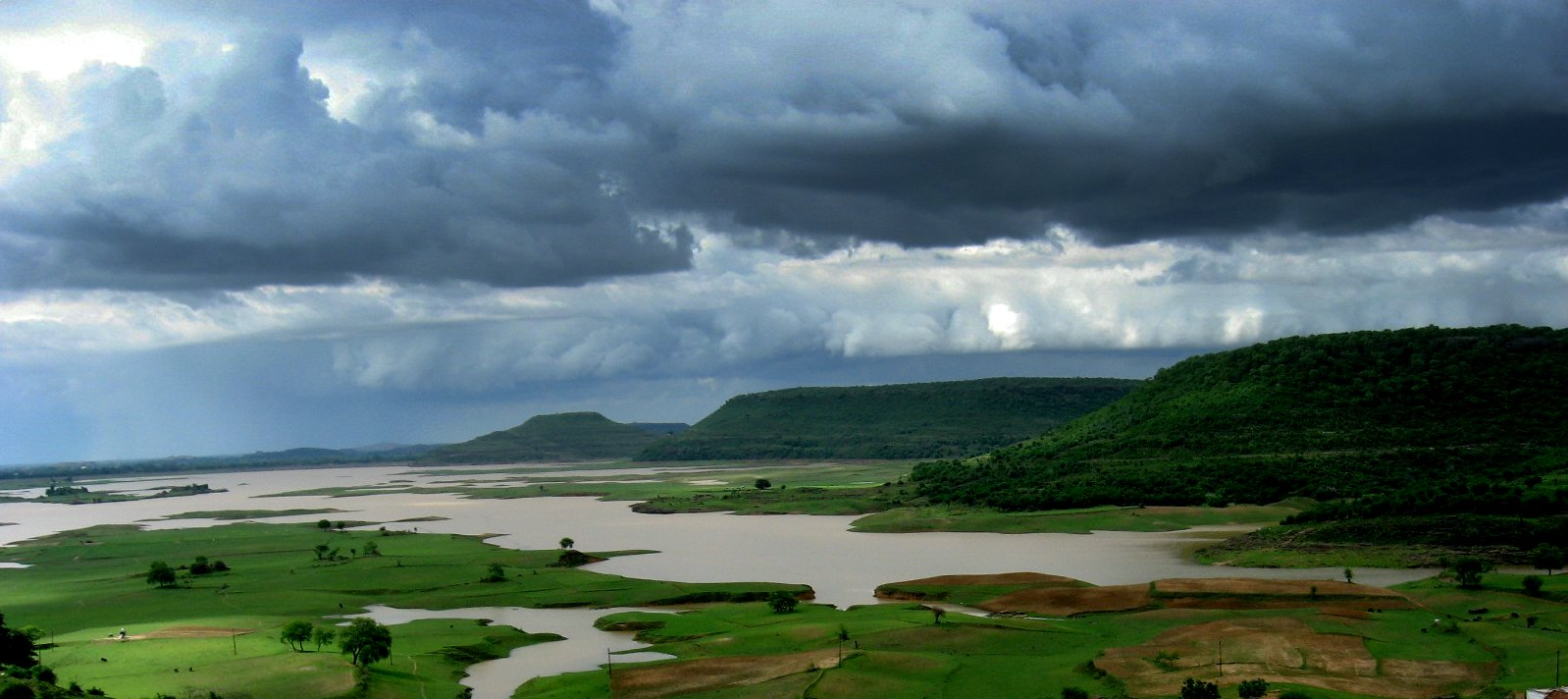
特莱平原
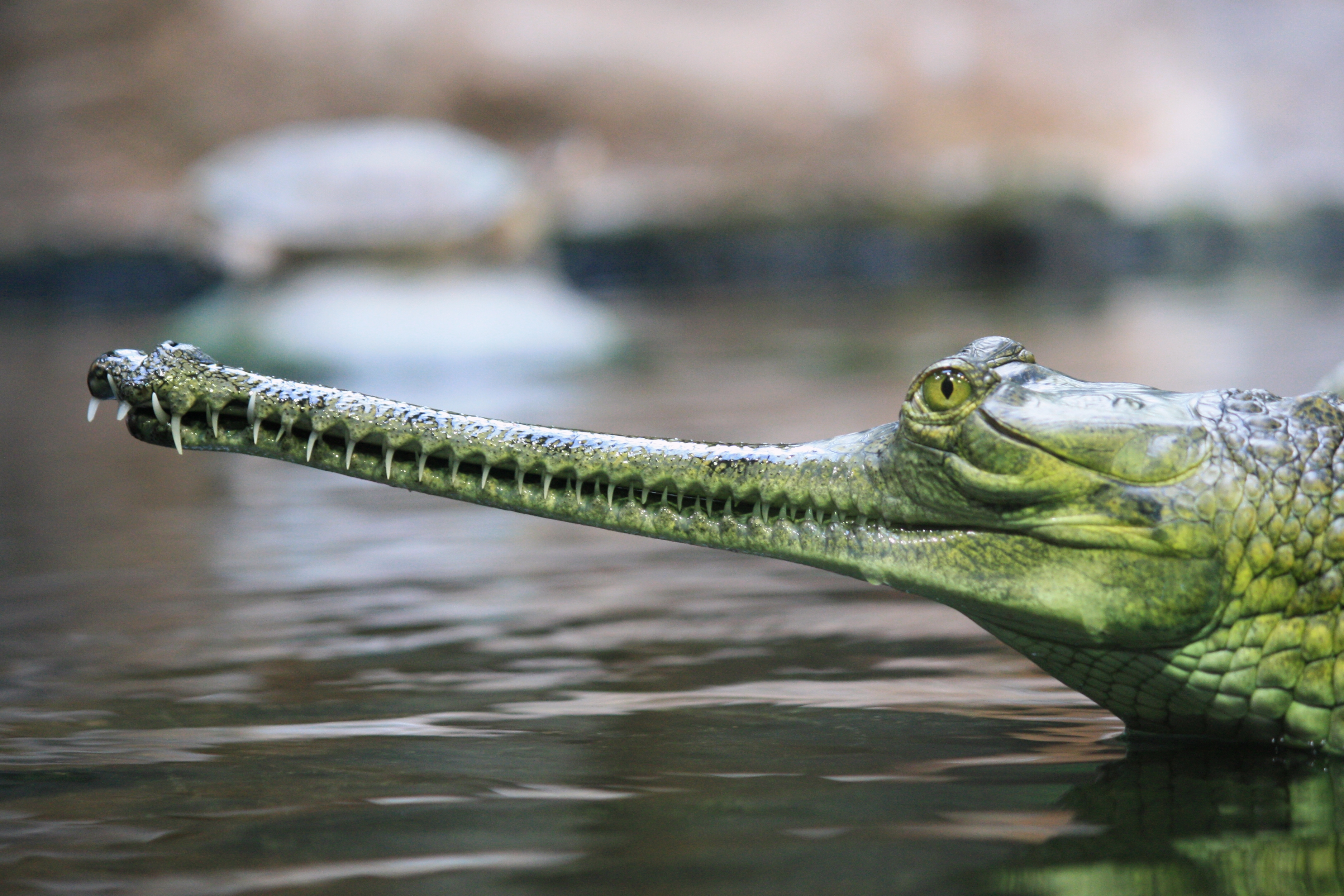
极危的恆河鱷

## 行政区划

北方邦的18个专区

北方邦分为18个专区（division），下辖共75个县（district）。
| 专区             | 首府         | 县                                                                                      |
| 阿格拉专区       | 阿格拉       | - 阿格拉縣 - 菲罗扎巴德县 - 馬圖拉縣 - 曼普里縣                                         |
| 阿里格尔专区     | 阿里格尔     | - 阿里格爾縣 - 埃塔縣 - 哈特拉斯縣 - 卡斯甘傑縣                                         |
| 阿约提亚专区     | 阿约提亚     | - 安倍德卡爾那加爾縣 - 阿梅蒂县 - 法扎巴德縣 - 巴拉班基縣 - 蘇丹普爾縣                  |
| 阿泽姆格尔专区   | 阿泽姆格尔   | - 阿泽姆格尔县 - 巴利亞縣 - 馬烏縣                                                      |
| 巴雷利专区       | 巴雷利       | - 布道恩縣 - 巴雷利縣 - 皮利比特縣 - 沙賈漢布爾縣                                       |
| 伯斯蒂专区       | 伯斯蒂       | - 伯斯蒂縣 - 聖卡比爾那加爾縣 - 錫達特那加爾縣                                          |
| 奇特拉庫特专区   | 班达         | - 班達縣 - 奇特拉庫特縣 - 赫米尔布尔 - 馬奧巴縣                                         |
| 代维帕坦专区     | 貢達         | - 巴赫賴奇縣 - 伯爾拉姆布爾縣 - 貢達縣 - 謝拉瓦斯蒂縣                                   |
| 戈勒克布爾专区   | 戈勒克布爾   | - 迪奧里亞縣 - 戈勒克布爾縣 - 拘尸那揭羅縣 - 馬哈拉吉甘傑縣                             |
| 占西专区         | 占西         | - 賈勞恩縣 - 詹西縣 - 拉利特普爾縣                                                      |
| 坎普尔专区       | 坎普尔       | - 奧萊亞縣 - 埃塔瓦縣 - 法魯卡巴德縣 - 根瑙杰县 - 坎普爾郊縣 - 坎普爾城县               |
| 勒克瑙专区       | 勒克瑙       | - 赫爾多伊縣 - 勒金布尔凯里县 - 勒克瑙縣 - 雷巴雷利縣 - 錫塔布爾縣 - 溫瑙縣             |
| 密拉特专区       | 密拉特       | - 巴格帕特县 - 布兰德沙哈尔县 - 乔达摩菩提那加尔县 - 加济阿巴德县 - 哈普尔县 - 密拉特县 |
| 莫拉達巴德专区   | 莫拉達巴德   | - 阿姆羅赫縣 - 比杰诺尔县 - 莫拉達巴德縣 - 蘭浦爾縣 - 桑巴爾縣                          |
| 普拉亚格拉吉专区 | 普拉亚格拉吉 | - 費特普爾縣 - 考夏姆比縣 - 普拉塔加爾縣 - 安拉阿巴德縣                                 |
| 薩哈蘭普爾专区   | 薩哈蘭普爾   | - 穆扎法爾訥格爾縣 - 薩哈蘭普爾縣 - 沙姆利县                                            |
| 瓦拉納西专区     | 瓦拉納西     | - 昌達烏利縣 - 加茲布爾縣 - 江布爾縣 - 瓦拉納西縣                                       |
| 米尔扎布尔专区   | 米尔扎布尔   | - 米爾扎布爾縣 - 聖拉維達斯那加爾縣 - 松巴得拉縣                                        |

## 社会

### 人口
北方邦宗教人口分布（2011年）
北方邦母语人口分布（2011年）
北方邦人口眾多，人口增長率高。從1991年到2001年，人口增長26%以上。北方邦是印度人口最多的邦，2011年即已接近2億人，佔印度人口的16.2%。人口密度為每平方公里828人，也是印度人口最稠密的邦。北方邦的表列種姓和表列部落人口也是印度各邦中最多的。
2011年的性別比例為912名女性對1000名男性，低於全國943的數字。該邦2001-2011年的十年人口增長率為20.1%，高於全國的17.64%。人口中有許多仍生活在貧困線以下。根據世界銀行2016年文件，該邦的減貧步伐慢於全國其他地區。印度儲備銀行發布的2011-12年度估計顯示，北方邦有5900萬人處於貧困線以下，為全印度最多。尤其是中部和東部地區的貧困比例非常高。根據印度政府計劃執行部的統計報告（2020年1月7日發布），該邦人均收入低於每年8,000盧比（110美元）。
2011年的人口普查顯示，印度人口最多的北方邦是印度教徒和穆斯林人數最多的邦。按宗教劃分，2011年印度教徒佔79.7%，穆斯林占19.3%，錫克教徒佔0.3%，基督宗教 徒佔0.2%，耆那教徒佔0.1%，佛教徒佔0.1%，其他佔0.3%。國家統計局(NSO)調查報告顯示，北方邦的識字率為73%，低於77.7%的全國平均水平。該邦農村地區男性識字率為80.5%，女性為60.4%，而城市地區男性識字率為86.8%，女性為74.9%。

### 语言
印地语是北方邦官方行政用语，借由1951年官方语言法案确立，同时又在1989年通过修正案，纳入乌尔都语为官方语言。大多數人口（80.16%）都使用印地語。但大多數人也兼用当地方言。烏爾都語有5.4%的人口使用。該州其他語言包括旁遮普語（0.3%）和孟加拉語（0.1%）。
北方邦境内印地语的方言可分为阿瓦德语、巴哥里语、布恩德里语、布拉杰巴沙語、卡瑙杰语、印度斯坦语，还分布着属东印度-雅利安语的博杰普尔语。

### 治安
北方邦存在司法暴力问题，根据印度国家人权委员会的资料，北方邦是印度各邦执法时遭遇式杀人和拘禁死亡案例最多的。2014年，北方邦记录有365桩司法死亡个案，而全国总个案数为1,530。2016年，全国3万个谋杀案中，北方邦占4,889个。2011年国家犯罪记录局的资料显示，北方邦的罪案为全国最多，但考虑到人口众多，其人均犯罪率较低。而北方邦警察是全世界最大规模的警队。
北方邦是全国宗教暴力事件最多的邦，2014年，全印度23%的族群暴力事件发生于此。印度国家银行的资料显示，自1990年至2017年，北方邦的人类发展指数排名长达27年未有改善，增速较慢。
北方邦的交通事故遇难人数也是全国最高，2015年达到23,219，其中有8,109人因驾驶员疏忽而丧命。2006年至2010年，北方邦遭遇三次恐怖袭击。2016年，坎普尔一处巴士站遭遇连环爆炸攻击，2人死亡、30多人受伤。

### 教育
北方邦教育历史悠久，但长期局限于精英教育和宗教教育。吠陀文化到笈多王朝时代主要是梵文学术，后来又因文化传播而传入巴利语、波斯语和阿拉伯语学术，形成印度教、佛教、伊斯兰教共存的学术体系，是英国殖民时代以前的主流。英国殖民机关和基督教传教士则在当地建立起西式公共教育。
大多数学校使用印地语为教学语言，为10+2+3学制，包括十年基础教育，两年的短期大学或是高级中学教育，及三年的大学本科教育。北方邦有多于45所大学，包括五所中央大学、二十八所邦立大学、八所等同大学，以及瓦拉纳西和坎普尔两间理工学院、戈勒克布爾和巴雷利的两间医学院、勒克瑙的一间管理学院。
在北方邦接受或从事教育的名人有哈里万什·拉伊·巴钱、莫逖拉尔·尼赫鲁、哈里希-钱德拉、英迪拉·甘地。

### 医疗
北方邦公立和私立医疗兼有，公共醫療服務透過基層醫療網絡，包括社區衛生中心、地區醫院和醫科學院提供。北方邦醫療資源相對不足，截至2013年的15年间，北方邦人口增长了25%，但社區衛生中心规模却缩小了8%。此外，医疗专业人士不足、成本过高、设备短缺亦是较严重的挑战，同时医疗系统亦被诟病为缺乏合理规划，而私立医疗规模则快速增长。截至2017年，北方邦的农村共有4,442间公立医院，39,104张床位，城区有193间公立医院，37,156间床位。
北方邦的新生兒寿命预期较鄰邦比哈爾邦少4年，较哈里亞納邦少5年，较喜馬偕爾邦少7年。在全国傳染病和非傳染病死亡個案中，北方邦所佔比例最高，包括48%的傷寒死亡個案（2014年）；17%的癌症死亡個案和18%的結核病死亡個案（2015年）。孕产妇死亡占比亦高于全国平均，62%的孕妇接受不到最小规模的妇产医护，42%（多于150万）的孕妇在家中生产。北方邦的儿童死亡率为全国最高，每1千名新生儿中有64名在五歲前死亡，35名兒童在出生後一個月內死亡，50名兒童未滿一歲便离世。

## 政治

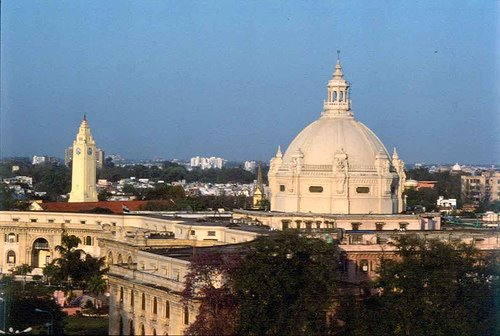
勒克瑙立法大楼 (勒克瑙)，为两院所在地

北方邦实行代议民主制和议会制，是印度六个实行两院制的邦之一，分为和立法院（下院）和立法会（上院）。北方邦立法院有404个议席，议员任期五年。立法会有100个永久议席，议员任期六年，每两年三分之一的议员离任。北方邦是印度国会议员席位最多的邦，下院人民院占80席，上院联邦院占31席。
北方邦政府为民主选举产生，邦长为宪政首长，由印度总统任命，任期五年。立法院优势党派的党魁由邦长任命为首席部长，邦部长会议由邦长参照首席部长建议任命。邦长是礼仪性的邦元首，而首席部长和内阁负责日常行政工作。部长会议由内阁部长和国务部长组成，并有邦首席秘书带领的秘书处协助工作。首席秘书亦是政府的行政首长。部长是各个政府部门的首脑，有首席辅秘或主任秘书协助。
北方邦的各个专区的行政长官称专区专员，各县的行政长官称县长，负责为辖区提供公共服务、维持法律秩序。
邦的司法机构包括普拉亚格拉吉的高等法院，勒克瑙的高等法院法庭，专区法院、县法院和乡法院。邦首席法官由印度总统根据联邦首席法官和北方邦邦长建议任命。
北方邦的四大政党主导着邦内政局：社会党、大眾社會黨、印度人民党、印度国民大会党。

## 经济

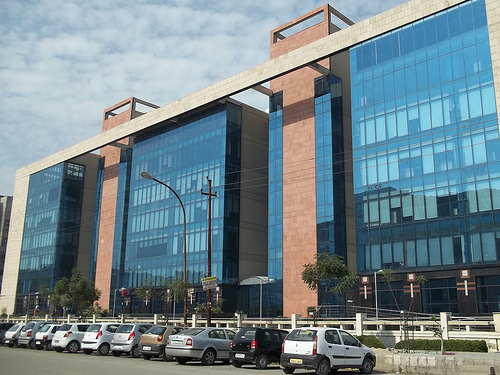
诺伊达的IT产业园区

北方邦2023年的地区生产总值达1800亿美元，排在印度第四位，占印度国内生产总值的8.4%。
北方邦位于肥沃的印度河-恒河平原，农业是邦内就业人口最多的产业。根据印度品牌资产基金会（India Brand Equity Foundation，IBEF）的报告，2014-15年度，北方邦的粮食产量占全国粮食总产量的19%。纺织业和制糖业是北方邦的传统产业，雇用的劳动力占工厂劳动力总数的很大比例。旅游业亦为北方邦的经济数字作出较大贡献。北方邦是印度最大的蔗糖产地，印度约70%的蔗糖产自北方邦。制造业方面以水泥业为最主要的产业。2009–10年，第三产业占邦内生产总值的44.8%，排名最高，而第一产业占44%，第二产业占11.2%。诺伊达、密拉特、阿格拉是人均收入最高的三个县，勒克瑙和坎普尔则排在第7位和第9位。
邦内的中小规模工业得到了官方于1954年成立的北方邦金融公司（Uttar Pradesh Financial Corporation，UPFC）的支持。UPFC还通过单一窗口计划向有良好记录的现有单位和新单位提供周转资金。世界银行于2016年发布的《印度营商便利度报告》中，北方邦名列前十名，在印度北部各邦中排名第一。根据北方邦预算文件（2019-20年），北方邦的债务负担占国内生产总值的29.8%。
近年来，北方邦的经济增长率一直未能达到两位数。在印度第十一个五年计划（2007年–2012年）期间，北方邦生产总值的平均增长率为7.3%，低于全国各邦15.5%的平均增长率。
根据印度经济监测中心（Centre for Monitoring Indian Economy，CMIE）调查，2020年4月，北方邦的失业率达到21.5%，增长了11.4个百分点。2011年，北方邦的净迁出人口为印度最高，2011年人口普查的移民数据显示，有近 1440万人（占人口的14.7%）迁出北方邦。婚姻是女性迁出的主要原因，而男性迁出的最重要原因是就业。
北方邦存在地区发展不均衡的问题，北方邦西部的各项经济指标明显高于东部（东安恰尔）地区，而东部地区仍面临基础设施不足、人口过密的社会经济困境。

## 交通

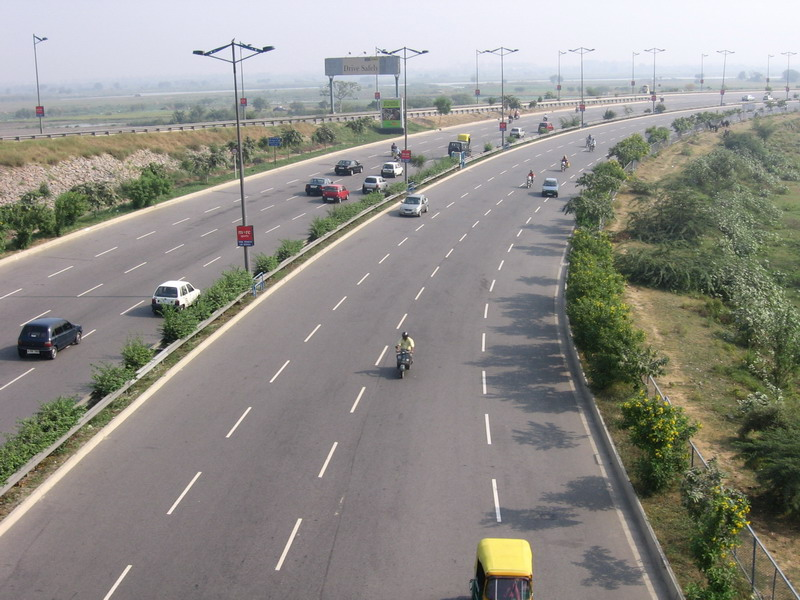
德里–诺伊达高速公路（Delhi–Noida Direct Flyway）

北方邦地势平坦、人口众多，其铁路网规模位列印度各邦首位，但密度仅位于全国第六位。截至2015年，北方邦铁路里程9,077公里。邦内分属印度铁路的中北区和东北区，安拉阿巴德和戈勒克布尔分别是中北区和东北部总部所在地。邦内沟通勒克瑙和新德里的沙塔布迪快车，其时速位列全国各条沙塔布迪快车线的第二位。坎普尔和新德里之间有坎普尔–新德里沙塔布迪快车，是印度首条应用德国LHB车厢的铁路。邦内的勒克瑙和坎普尔建有地铁。
北方邦的公路里程为印度各邦第一，邦内共建有42条国家高速公路，总长4,942公里，占全国总里程的8.9%，密度达每千平方公里1,027公里，位居全国第一，同时城市地表公路里程达50,721公里，亦是全国之冠。1972年，北方邦成立北方邦国家公路运输公司负责公路公共运输服务。北方邦各大城市已由邦高速公路连通，各县首府都有四车道公路连接。
勒克瑙的乔杜里·查兰·辛格国际机场和瓦拉纳西的拉尔·巴哈杜尔·夏斯特里机场是北方邦的两大国际航空门户。拘尸那揭羅亦建有国际机场，但截至2023年仍未有国际航线开通。阿格拉、安拉阿巴德、巴雷利、加濟阿巴德、戈勒克布爾、坎普尔建有机场，运营国内航线。诺伊达的国际机场在筹备当中，计划建于乔达摩菩提那加尔县的杰瓦尔一带 。

## 文化
北方邦下辖各县文化各有特色，传统上有西部的布拉杰地区，中部的阿瓦德地区，东部博杰普尔地区，以及西南部的本德尔坎德地区和东南部的巴盖尔坎德地区。

### 文学

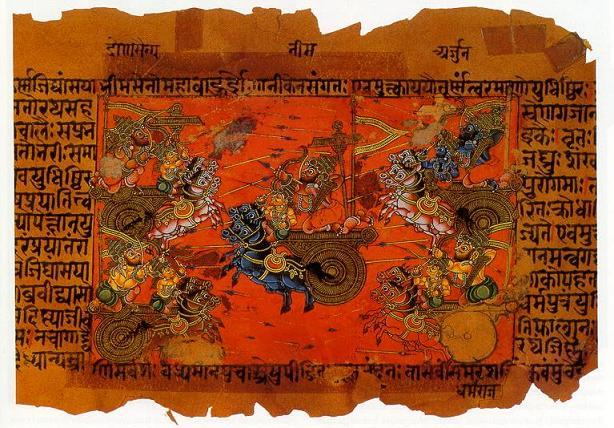
史诗《摩诃婆罗多》中的俱盧之戰

北方邦所在地区是吠陀时代的文学中心之一，在此创作的著名文学家如迦比尔、拉维达斯、杜勒西达斯，其中杜勒西达斯《罗摩功行录》的大部分内容是在瓦拉纳西创作。如今民众会在传说中的广博仙人生辰时庆祝导师节。

### 音乐和舞蹈

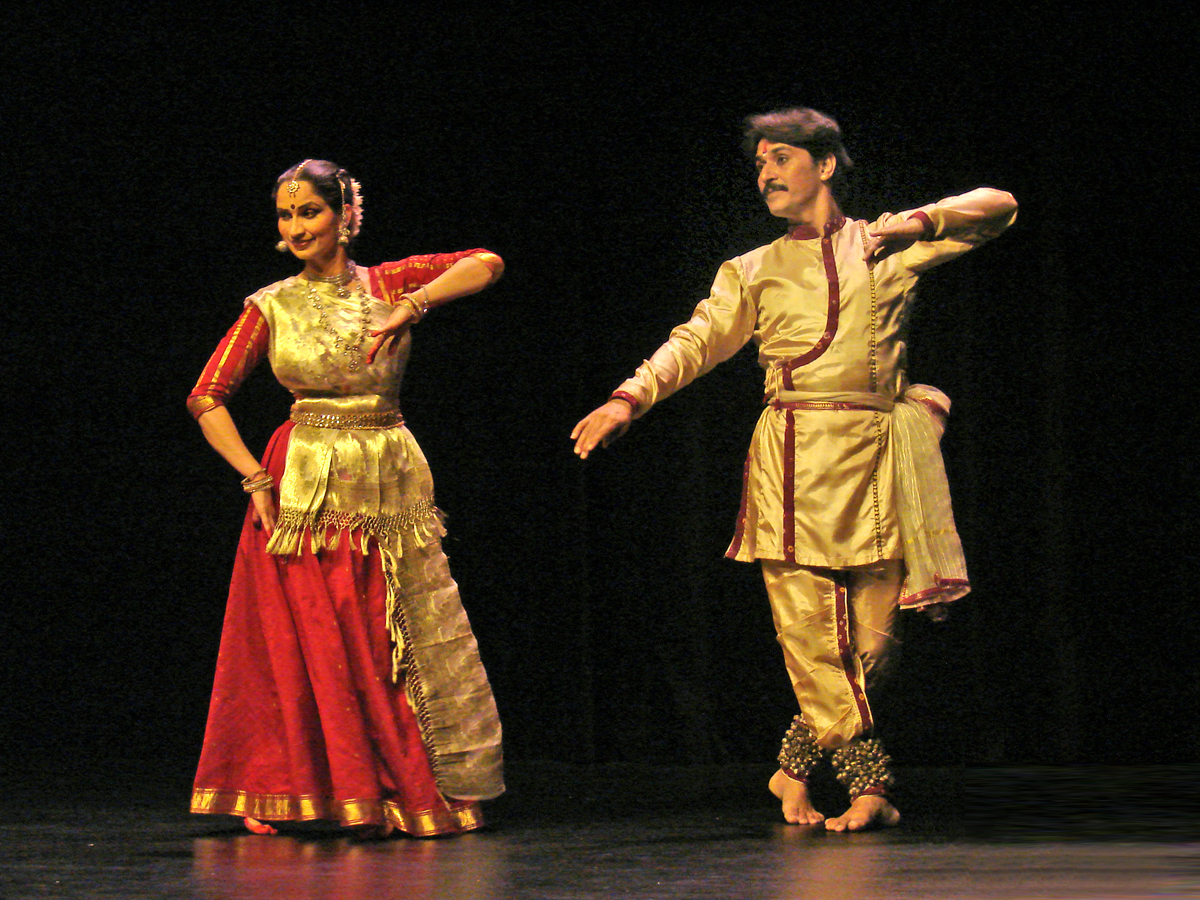
卡塔克

北方邦各县的音乐和舞蹈各有特色。中世纪时期，北方邦地区兴起两类音乐，其一是宫廷音乐，主要分布在阿格拉、法泰赫普尔西克里、勒克瑙、江布尔、瓦拉纳西，另一类是宗教音乐，源于奉爱运动，分布在马图拉、沃林达文和阿约提亚。索哈尔（Sohar）是北方邦一种流行的民间歌，是为庆祝生育所作；卡贾里，在雨季期间歌唱，有古典风格。阿瓦德地区流行加扎勒、苏姆里、卡瓦力等苏菲派诗歌，阿瓦德宫廷半古典的卡亚尔歌曲流传至今。布拉杰地区流行拉西亚，歌颂黑天和拉妲的神圣爱情。其他歌曲形式还有比拉哈、查伊蒂、乔塔尔、阿尔哈-坎德、萨瓦尼。
印度古典舞卡塔克起源于北方邦。拉姆利拉舞蹈展现罗摩生平，在十胜节期间表演，历史颇为悠久。瑙坦基也是起源于北方邦，属于一种传统剧，题材丰富，涵盖神话传说、历史故事、社会和政治评论等。勒克瑙和瓦拉纳西有传统的卡塔克舞及塔布拉鼓社群。布拉杰地区还流行查库拉舞。

### 节庆
北方邦东部地区庆祝日神节，在当地最为盛大隆重。恒河畔普拉亚格拉吉每隔十二年庆祝一次的大壺節也是广为人知的盛大节日。巴尔萨纳地区以拉特马尔侯丽节为特色，又有媒体称之为“棒打男人节”，在侯丽节之前庆祝。阿格拉人有泰姬节，为布拉杰地区文化的特色之一。瓦拉纳西地区在排燈節后的十五日庆祝诸神排灯节，是印度满月节的一种。

### 饮食

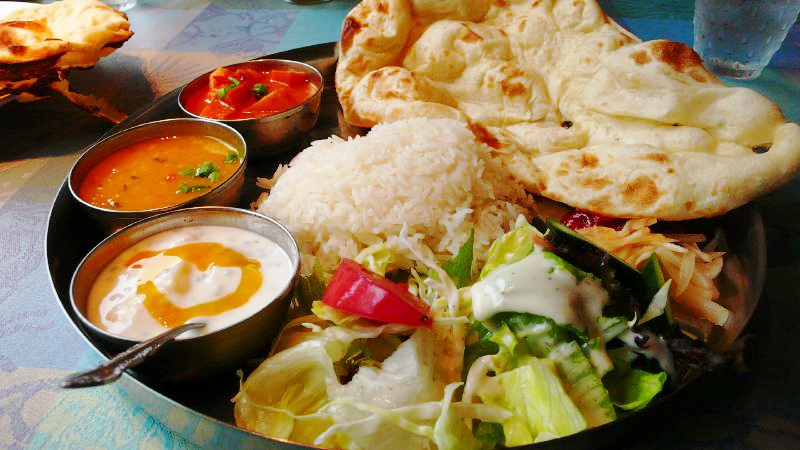
北方邦饮食：馕、扁豆湯、印度酸奶沙拉、皇家奶酪

北方邦饮食以莫臥兒菜为代表，源自印度北部传统的烹饪风格，融合了中亚饮食的特色。勒克瑙的阿瓦德饮食亦受到莫卧儿菜的强烈影响。博傑普里人有特色的博傑普里饮食文化，调味清淡。

### 体育
传统运动如摔跤、游泳、卡巴迪及各类田径和水上运动在当地主要是消遣娱乐的形式，依照松散的传统规则进行，不依赖专业设备，也缺乏有组织的赞助。有些运动侧重于展示武术技巧，如帕塔棍术（Pata）。草地曲棍球在北方邦颇受欢迎，许多顶尖的运动员出身于此。近年来，板球更为热门，2006年2月，北方邦代表队击败孟加拉队，首夺兰吉盃。摔跤有较悠久的历史和群众基础，北方邦开设有许多传统的摔跤学校。
2011年10月30日，首届印度大奖赛在佛陀国际赛道举行，该赛事共举办过三届，2013年起暂停。分析指该赛事缺乏北方邦政府支持，当局将一级方程式赛车认定为娱乐项目，而非体育项目，故向赛事方和参赛者额外征税。

### 旅游

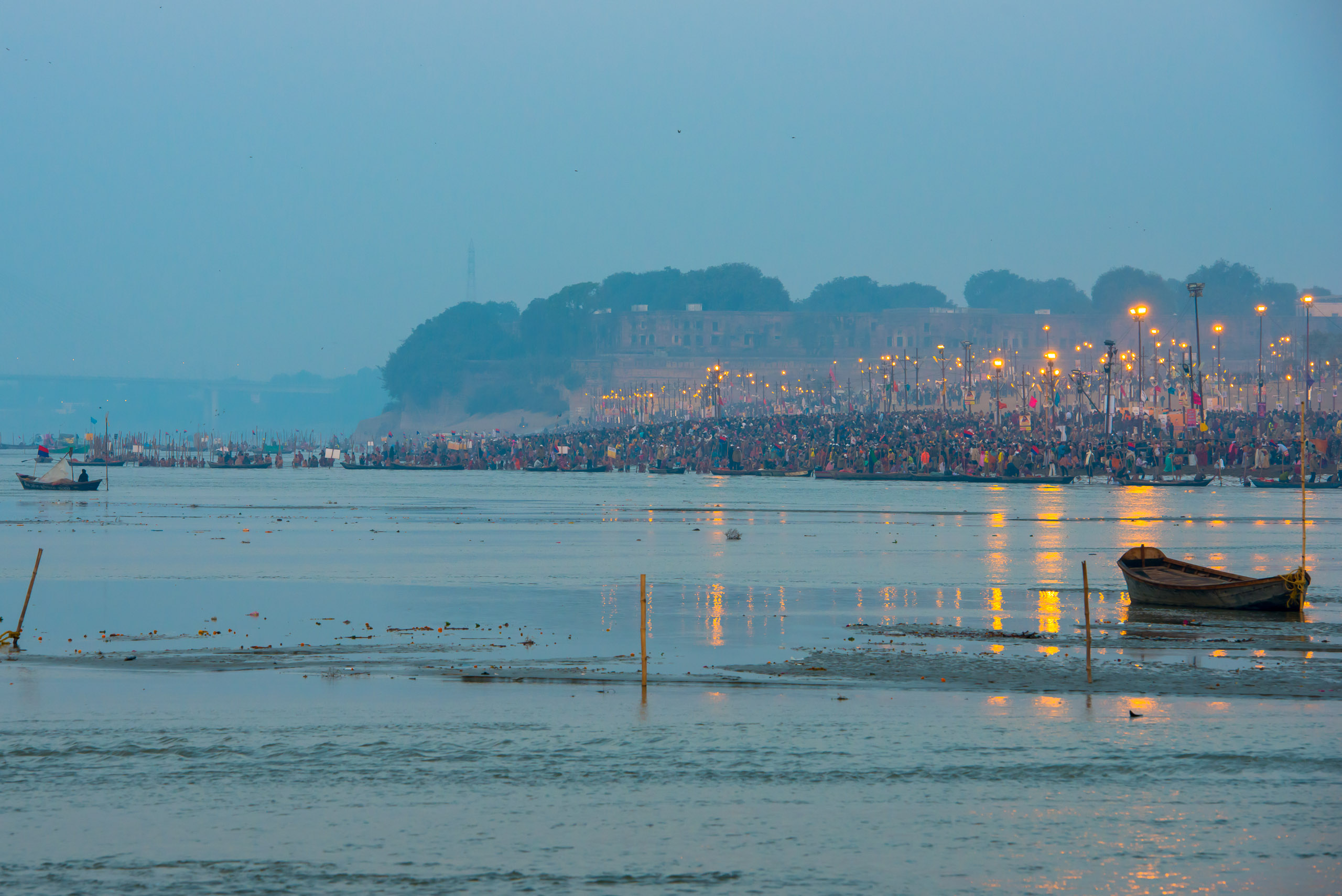
2013年大壺節，庆祝人群聚集在普拉亚格拉吉

北方邦是全印度接待国内游客最多的邦。2021年，约有4.4万名国际游客及1.1亿国内游客到此游览。北方邦境内有三项世界遗产：泰姬陵、阿格拉堡、法泰赫普尔西克里，皆是莫卧儿帝国极盛时期的建筑艺术典范。泰姬陵在2018年至2019年吸引了700万游客前来参观，门票收入达7.8亿卢比（1,211.34万美元）。
很大一部分游客属于宗教旅游人士。北方邦的瓦拉纳西是印度教和耆那教的七大圣城之一，沃林达文是毘濕奴派圣地，舍衛城则是佛陀说法之处。阿约提亚被认为是神话英雄罗摩的出生地，亦是重要的朝圣目的地。而每逢约十二年，普拉亚格拉吉举行的大壶节庆典则会吸引超过1千万人到此庆祝，是为世界文化奇观。释迦牟尼在鹿野苑初次说法，又在舍衛城居住说法二十多年，并在拘尸那揭羅涅槃，因而这些城镇都是佛教徒的朝圣地。鹿野苑的古迹阿育王柱也是印度文化的象征。桑伽施為佛教八大聖地之一，相傳為佛陀由忉利天返回之處。西部的卡瑙季，《大唐西域記》稱之為曲女城，戒日王曾於曲女城為玄奘舉辦無遮大會確立了“真唯識量”，還記載了與無著和世親論師有關的古城阿约提亚。
占西城的占西堡垒是按印度中世纪堡垒的作法修建，城墙厚实，内有各式建筑，融合了印度本土和伊斯兰风格，是印度民族起义重要战场之一。距离瓦拉纳西80公里的加茲布爾不仅有恒河河壇，也是英国东印度公司总督、著名军人康华利侯爵的葬身地。